# 杜善义
杜善义（1938年—），辽宁大连人，汉族，中国力学和复合材料专家，第十一届全国人民代表大会黑龙江地区代表。1999年当选为中国工程院院士。
本科毕业于中国科学技术大学近代力学系飞行器结构力学专业，是中共党员。担任哈尔滨工业大学复合材料研究所教授、所长，中国科学技术大学工程科学学院院长，中国力学学会副理事长。2008年起担任全国人大代表。